# Chūjō-hime
Chūjō-hime (中将姫 (Trung Tướng cơ) Chūjō-hime) (cũng được gọi là Chūjō Hime hay Hase-Hime) (753?–781?) là con gái của quan đại thần Fujiwara no Toyonari, người đã kết hôn với vợ kế là một nữ tu tại đền Taima-dera thuộc tỉnh Nara. Về sau nàng đã xuống tóc quy y vớipháp danh Honyo (Pháp Như) (法如). Nàng đã trở thành nữ anh hùng trong Văn hóa dân gian Nhật Bản và được mệnh danh là Lọ lem của Nhật Bản.

## Trong văn học dân gian
Nàng được cho là con gái của một quan đại thần trong gia tộc Fujiwara và là một công chúa mang dòng máu hoàng gia. Không ai rõ ngày sinh của nàng, chỉ biết nàng được sinh ra vào thế kỷ thứ 8 dưới triều đại của Thiên hoàng Shōmu là con gái của Fujiwara no Toyonari; tuy nhiên, một vài tư liệu nói rằng nàng là con gái của Fujiwara no Toyoshige, được sinh ra trước đó một thế kỷ. Người ta nói rằng, cha mẹ nàng vì không con đã cầu xin Quan Thế Âm Bồ Tát và được ban cho con gái với điều kiện phải đổi lấy sự sống của cha hoặc mẹ. Khi Chūjō-hime lên ba, mẹ nàng qua đời; cha nàng sau đó đã tái hôn.
Trong một số dị bản, mẹ kế đã ra lệnh đưa nàng vào núi và bỏ rơi cho đến chết. Còn ở những dị bản khác, nàng vẫn còn sống trong dinh thự gia tộc ngày ngày chép kinh Phật để cầu nguyện cho mẹ, và lòng sùng kính này khiến mẹ kế thù hận. Trong cả hai dị bản trên, nàng đã được các nữ tu Phật giáo tại đền Taima-dera cứu và sau đó đi tu. Sau khi trở thành một nữ tu sĩ, nàng sống một cuộc đời khắc khổ và được biết đến như một "Phật sống". Nàng cũng được cho là người đã phát minh ra nghệ thuật thêu trong thời gian này.
Chūjō-hime được ghi nhận là người đã dệt nên Sợi chỉ Hoa sen, thông gọi Taima Mandala, là một mạn đà la mô tả vũ trụ của cõi Tịnh độ. Người ta nói rằng nàng đã thêu nên sợi chỉ kỳ diệu này chỉ trong một đêm duy nhất. Một số dị bản nói rằng nàng đã được thấy A-di-đà như lời cầu nguyện của mình. Những người khác tin rằng nàng là Quan Thế Âm giáng thế.

### Lịch sử của truyền thuyết Chūjō-hime
Câu chuyện sớm nhất về Chūjō-hime và mối quan hệ của nàng với sự ra đời của Taima Mandala có từ thế kỷ thứ mười ba dưới dạng một cuộn tranh có tên là Taima Mandara engi emaki. Trong dòng chữ kèm theo cuộn giấy, nàng được gọi là "Con gái của Yokohagi no Otodo." Sau đó, nàng được nhắc đến tên trong tác phẩm tranh ảnh và thư pháp của Ippen Hijiri-e vào năm 1299. Tác phẩm này gọi Chūjō-hime là "hiện thân của một vị thần Phật giáo." Cả hai tác phẩm này đều mô tả Chūjō-hime theo hình thức truyền thống, chủ yếu tập trung vào những ngày nàng còn là một nữ tu ở Taima-dera và thân phận thần thánh của nàng. Về sau, những câu chuyện khác được ra đời, tường thuật chi tiết về cuộc đời của nàng trước khi trở thành một nữ tu.
Trong cuối thế kỷ XIV và đầu thế kỷ XV, những tình tiết mới đã được thêm vào câu chuyện của Chūjō-hime, đặc biệt là về cuộc đời của nàng trước khi trở thành một nữ tu. Việc xuất hiện những câu chuyện truyền thuyết mới này đã hình thành nên các vở kịch Nō.
Một trong những vở kịch như vậy là Hibariyama (không rõ tác giả). Vở kịch kể về việc cha của Chūjō-hime, quan đại thần Toyonari đã ra lệnh cho một trong những thuộc hạ giết con gái mình, sau khi tin rằng nàng đã nói dối ông. Thuộc hạ sau đó đã đưa Chūjō-hime đến núi Hibari với ý định giết nàng, nhưng cuối cùng anh ta đã không thế giết được và cuối cùng đã xây dựng một nơi trú ẩn cho nàng và vú nuôi.
Trong màn thứ hai: thời gian trôi qua, cha của Chūjō-hime đã nhận ra rằng những tin đồn về con gái là không đúng sự thật và ông bắt đầu hối hận về hành động của mình. Sau đó, ông đã gặp lại Chūjō-hime và biết rằng nàng vẫn còn sống và khỏe mạnh. Cha con đoàn tụ, Chūjō-hime được trở về nhà cùng với cha. Vở kịch Hibariyama không đề cập đến thời gian làm nữ tu của Chūjō-hime.
Một vở kịch Nō khác khắc họa cuộc đời Chūjō-hime là Taema, do nhà viết kịch Zeami Motokiyo chắp bút. Trong vở kịch này, Chūjō-hime bị người mẹ kế độc ác ra lệnh cho gia nhân bỏ rơi trên núi Hibari. Nàng vẫn sống sót bất chấp điều kiện khắc nghiệt của vùng núi, điều này được cho là do nàng là một vị Phật giáng thế. Sau đó, người cha Toyonari đã đi tìm và đưa nàng trở về nhà. Tuy nhiên, lúc này Chūjō-hime không còn quan tâm đến thế sự nữa, nàng rời khỏi kinh đô và trở thành một nữ tu sĩ tại đền Taima-dera.

## Trong văn hóa đại chúng
Chūjō-hime xuất hiện trong một bộ phim câm ngắn sản xuất năm 1911, với sự tham gia của Matsunosuke Onoe.
Chūjō-hime cũng là nhân vật nữ chính trong cuốn tiểu thuyết Shisha no sho năm 1939 của Shinobu Orikuchi.
Thuốc thảo dược Chūjōtō dùng để điều trị các triệu chứng "phiền toái của phụ nữ" như đau bụng kinh được đặt theo tên của nàng.